# Kamov Ka-31
O Kamov Ka-31 (OTAN: 'Helix') é um helicóptero militar desenvolvido para a Marinha Soviética e atualmente em serviço na Rússia, China e Índia como Sistema Aéreo de Alerta e Controle.
Como todos os helicópteros Kamov, exceção para a família Ka-60/62, o Ka-31 possui dois rotores coaxiais dispostos que eliminam a necessidade de um rotor na cauda. A fuselagem do Ka-31 é baseada no Kamov Ka-27. Uma característica distintiva do Ka-31 é a sua larga antena para aviso de radar. A segunda é que o sensor de redução elétrico-optico fica embaixo do cockpit. O trem de pouso retrai em ordem de prevenir interferência com o radar.

## Design e desenvolvimento
A equipe de desenvolvimento da Kamov começou a desenvolver o helicóptero médio naval em 1980 e seu primeiro voo ocorreu em 1987. O desenvolvimento esteve direto resultado no cancelamento do AWACS Antonov An-71. O An-72 era proposto para ser disposto no primeiro porta-aviões pesado soviético, o Admiral Flota Sovetskogo Soyuza Kuznetsov, sendo cancelado em favor do Yakovlev Yak-44. O Yak-44 estava em desenvolvimento na época, a marinha soviética queria uma medida melhor e começou a investigar outras plataformas viáveis para agir como AEW, no mar.

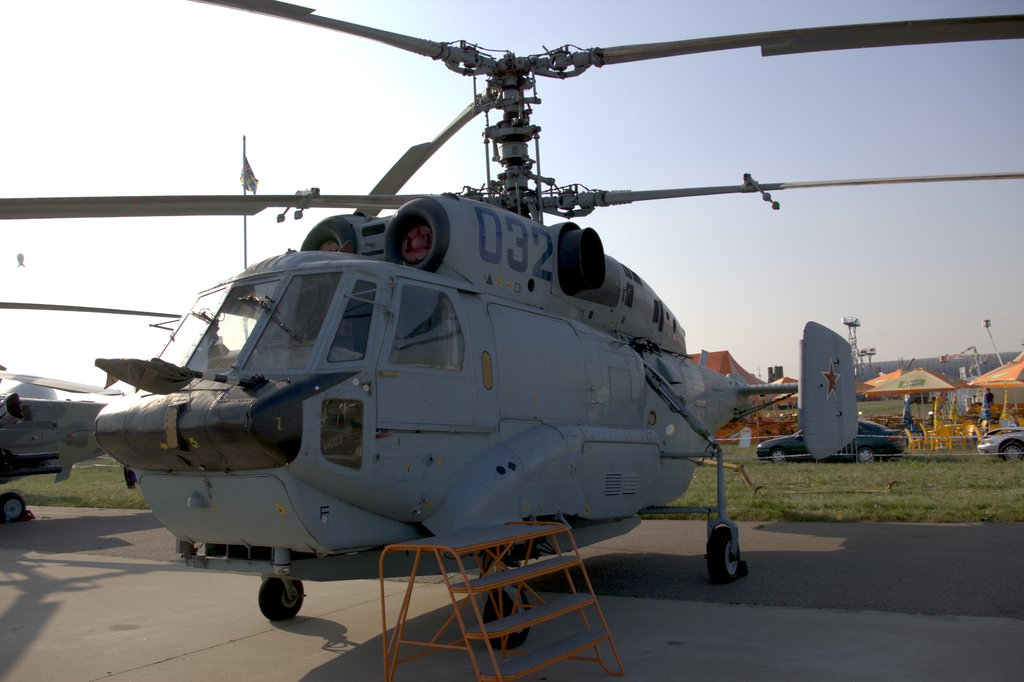
Kamov Ka-31 no MAKS de 2007

A marinha soviética testou a fuselagem do Kamov Ka-27. A Kamov já tinha começado o processo de desenvolvimento do Ka-29. O Instituto de Engenharia de Rádio de Nizhny Novgorod trabalhou em um design de rádio para o An-71, o mesmo design foi utilizado (com algumas mudanças para fuselagem de asas). Eles terminaram o desenvolvimento nos anos 1980, sendo seu design conhecido como Ka-29RLD. O radar levou tempo para ser desenvolvido e não esteve pronto até 1987, quando ocorreu o primeiro voo. A versão de produção do Ka-29RLD/ -31 era muito diferente do Ka-29 que foi entregue.
O Radar do Ka-31 de aviso do helicóptero possui rastreamento de 360º e pode localizar uma aeronave alvo até 150Km de alcance. Navios de superfície podem ser localizados entre 100 e 200 km de alcance. O radar pode localizar de 30 a 40 alvos simultaneamente. A aeronave possuí um datalink para transferir o rastreamento para o posto de comando (podendo ser uma base terrestre ou um navio). O Ka-31 possui sistemas de GPS e mapeamento digital.

## Operadores
China

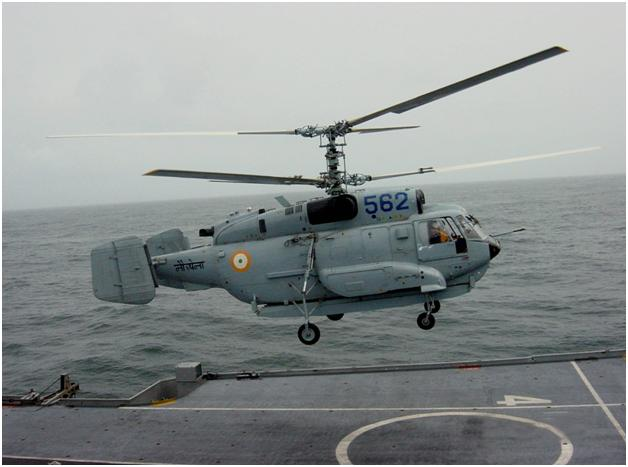
Kamov Ka-31 da Marinha Indiana

- Marinha do Exército de Libertação Popular[5]

 Índia
- Marinha da Índia[5]

 Rússia
- Aviação Naval Russa[6]